# I'm Enterprise
I'm Enterprise Co., Ltd. (株式会社アイムエンタープライズ  Kabushiki-gaisha Aimu Entāpuraizu) là một công ty chuyên đào tạo và quản lý diễn viên lồng tiếng Nhật Bản được thành lập vào năm 1993. Công ty đặt trụ sở tại Shibuya, Tokyo.

## Thành viên
Dưới đây là danh sách các thành viên hiện tại của I'm Enterprise.

### Nữ
- Akao Hikaru
- Hayami Saori
- Hikasa Yōko
- Hirata Hiromi
- Hondo Kaede
- Ishikawa Momoko
- Kugimiya Rie
- Kuwatani Natsuko
- MAKO
- Matsumoto Ayano
- Naganawa Maria
- Nakahara Mai
- Nigo Mayako
- Okasaki Miho
- Ōnishi Saori
- Ozawa Ari
- Saitō Chiwa
- Sakura Ayane
- Sakurai Tomo
- Sasahara Yū
- Senbongi Sayaka
- Shimura Yumi
- Suzaki Aya
- Larissa Tago Takeda
- Takahashi Mikako
- Tamura Mutsumi
- Tatsumi Yuiko
- Tsunakake Hiromi
- Uchida Maaya
- Ueda Kana
- Wakabayashi Naomi
- Yahagi Sayuri
- Yamaguchi Akane
- Yamamoto Maria
- Yoshida Mayumi
- Yoshimura Haruka
- Murai Misato

### Nam
- Amasaki Kōhei
- Majima Junji
- Matsuoka Yoshitsugu
- Ōtsuka Takeo
- Satō Gen
- Shimono Hiro
- Suzuki Tatsuhisa
- Takagi Motoki
- Uchida Yuma
- Tokudome Shinnosuke